# Албанезе (Л'Аквила)
Албанезе (итал. Albanese) је насеље у Италији у округу Л'Аквила, региону Абруцо.
Према процени из 2011. у насељу је живело 42 становника. Насеље се налази на надморској висини од 454 м.